# Aichryson porphyrogennetos
Aichryson porphyrogennetos är en fetbladsväxtart som beskrevs av C. Bolle. Aichryson porphyrogennetos ingår i släktet Aichryson och familjen fetbladsväxter. Inga underarter finns listade i Catalogue of Life.